# Jim Schwartz
Jim Schwartz (né le 2 juin 1966 à Halethorpe (en) est un joueur universitaire et entraineur professionnel américain de football américain dans la National Football League (NFL), et depuis la saison 2023, coordinateur défensif de la franchise des Browns de Cleveland.

## Enfance
Schwartz naît dans la banlieue de Baltimore, dans la ville d'Halethorpe où il étudie au lycée catholique de Mount Saint Joseph High School et où il pratique le football américain.

## Carrière

### Joueur universitaire
Il entre ensuite à l'université de Georgetown où, parallèlement à ses études d'économie, il joue comme linebacker avec l'équipe de football américain des Hoyas. Il est notamment nommé All-America et capitaine de l'équipe.

### Entraîneur
Après son diplôme, Schwartz commence une carrière d'entraîneur. Il débute à l'université du Maryland et entraîne quatre universités en quatre ans, à des postes secondaires. En 1993, Bill Belichick appelle Schwartz pour un poste de recruteur qu'il occupe pendant trois saisons. Il est ensuite nommé dans le staff des Ravens de Baltimore par Ted Marchibroda comme assistant défensif avant que quitter le club pour les Titans du Tennessee et son entraîneur Jeff Fisher.
En 2001, il est promu au poste de coordinateur défensif après le départ de Gregg Williams. Il fait du bon travail à ce poste en 2005, il est pressenti pour le poste d'entraîneur principal des 49ers de San Francisco bien que finalement le choix se soit porté sur Mike Nolan. En janvier 2008, les équipes des Redskins de Washington, Dolphins de Miami, Lions de Détroit et Falcons d'Atlanta le contactent pour un poste d'entraîneur. Le 15 janvier 2009, Schwartz est officiellement déclaré nouvel entraîneur principal de Détroit. Il engage Scott Linehan comme coordinateur offensif et Chuck Cecil comme coordinateur défensif.
Pour sa première saison, Schwartz affiche un mauvais bilan de 2-14, son équipe étant la moins bonne de la saison. En 2010, les Lions s'améliorent un peu et affichent un bilan de 6-10. La saison 2011 démarre très bien pour Détroit qui est invaincu lors de ses premiers matchs pour finalement afficher un bilan positif de 10-6 avec une participation à la série éliminatoire. Malgré cette performance, Détroit n'arrive pas à garder cette régularité et fait une mauvaise saison 2012 (4-12) et une saison 2013 plus que moyenne (7-9). Le 30 décembre 2013, Schwartz est viré de son poste d'entraîneur après cinq saisons à la tête des Lions.